# Mogollon-Kultur

Verbreitungsgebiet der Kultur

Die Mogollon-Kultur ist eine prähistorische Indianer-Kultur im Südwesten Nordamerikas, die je nach Interpretation zwischen 200 v. Chr. bis 250 n. Chr. begann und entweder um 1400 in der Kultur der Anasazi aufging oder bis zum ersten Auftreten der Spanier um 1540 existierte. Sie ging aus Vorgängern der Archaischen Periode hervor und übernahm die Keramikherstellung und möglicherweise auch die ältesten Haustypen von der etwas früher begonnenen, benachbarten Hohokam-Kultur. Die Mogollon prägten ihrerseits die nachfolgende nördlich angrenzende Anasazi-Kultur stark. Die Mehrheit der Mogollon-Indianer sprachen vermutlich eine Penuti-Sprache. Zuerst bauten die Mogollon Grubenhäuser, später freistehende Häuser aus Steinen und Lehmziegeln. Ab etwa dem Jahr 1000 bevorzugten sie den Bau von Pueblos. Im Gegensatz zu den Anasazi waren für die Mogollon die als Kiva bezeichneten Kulträume von untergeordneter Bedeutung.

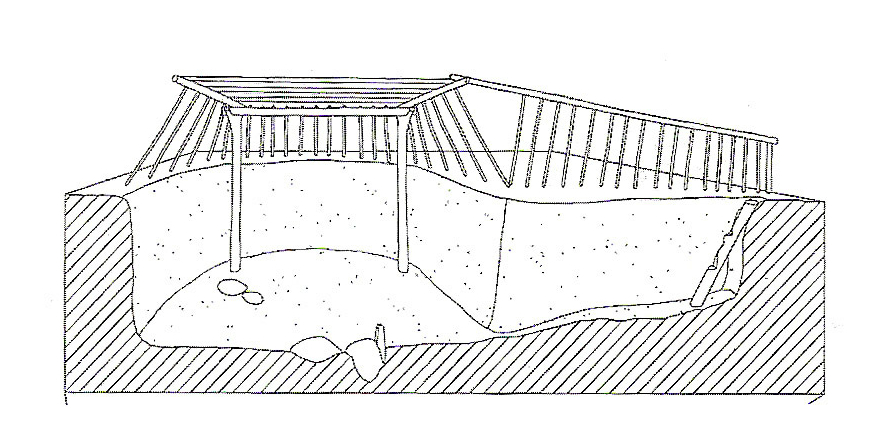
Grubenhaus der Mogollon

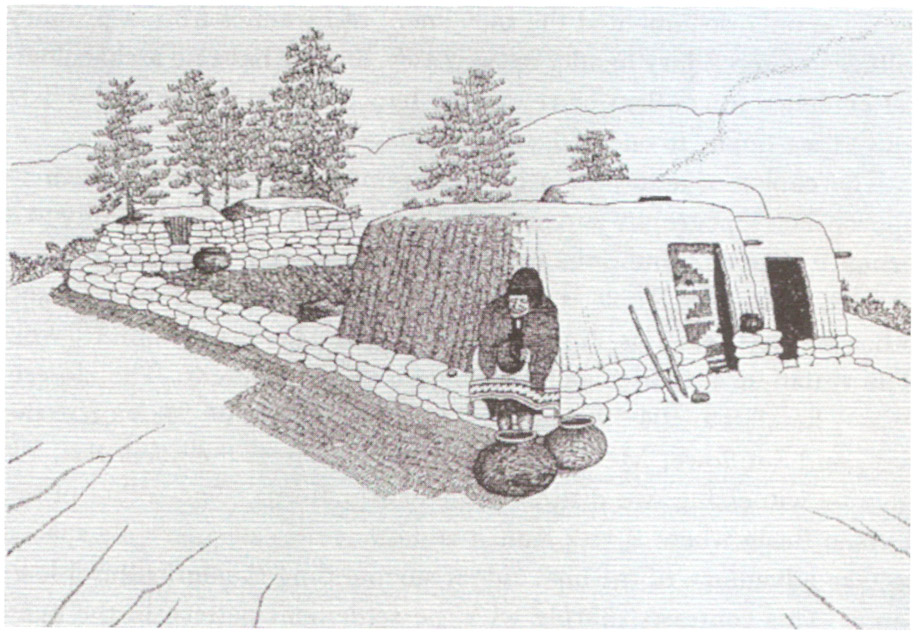
Jacel: halb Grubenhaus halb Hütte der Salado-Mogollon im Tonto Basin

Die Mogollon entwickelten eine hochstehende Landwirtschaft mit künstlicher Bewässerung und Veredelung von Feldfrüchten. Weitere kulturelle Erzeugnisse waren verschiedenste Werkzeuge, Töpferwaren, Flechtarbeiten sowie Türkis-, Stein- und Muschel-Schmuck. Diese Güter boten sie in weiten Gebieten zum Handel an. Man nimmt an, dass die Mogollon Vorfahren der heutigen Pueblo-Kultur sind.

## Entdeckung und Definition
Die Mogollon-Kultur wurde 1934 von H. S. Gladwin bei Ausgrabungen rund um die Gila Cliff Dwellings erstmals definiert und 1936 von Emil W. Haury wissenschaftlich beschrieben. Er nutzte als Abgrenzung zu zeitlich und räumlich benachbarten Kulturen die Kombination aus Grubenhäusern und zwei typischen Keramikstilen. Joe Ben Wheat führte 1955 eine Klassifikation mit fünf Perioden der Mogollon-Kultur ein.
Benannt ist die Kultur nach den Mogollon Mountains, in denen die ersten Funde gemacht wurden und für die der spanische Gouverneur Nuevo Mexicos von 1712 bis 1715, Juan Ignacio Flores Mogollón namensgebend war.

## Zeitschiene
| Zeit                          | Epoche       | Beschreibung                                                      |
| ----------------------------- | ------------ | ----------------------------------------------------------------- |
| 300 n. Chr. bis 650 n. Chr.   | Mogollon I   | frühe Pithouse-Periode                                            |
| 650 n. Chr. bis 850 n. Chr.   | Mogollon II  | Pithouse-Periode                                                  |
| 850 n. Chr. bis 1000 n. Chr.  | Mogollon III | Jacals-Periode                                                    |
| 1000 n. Chr. bis 1150 n. Chr. | Mogollon IV  | Klassische Periode                                                |
| 1150 n. Chr. bis 1450 n. Chr. | Mogollon V   | Aufsplitterung in Casas Grandes-, Mimbre-(Cibola-), Salado-Gruppe |

## Siedlungsraum
Das Siedlungsgebiet der Mogollon liegt überwiegend im Süden der US-Bundesstaaten Arizona und New Mexico. Es wird durch die Flüsse Little Colorado River im Norden, dem Verde River im Westen und dem Pecos River im Osten begrenzt. Die Südgrenze ist nicht scharf definiert, der Einflussbereich reichte bis Texas und ins heutige Mexiko in die Berg- und Wüstenregion im Westen von Chihuahua und einige Gebiete im Osten von Sonora. Die Region insgesamt ist ein zerklüftetes Hochland, das trotz des durch Trockenheit gekennzeichneten Klimas locker bewaldet war. Im Gebiet waren vorwiegend die Höhenzüge und Hochebenen besiedelt, die tiefer liegenden Wüsten und Halbwüsten wurden kaum genutzt.
Die Mogollon-Kultur wird nach Flusssystemen regional unterteilt. Abgegrenzt werden die Mimbres- (im Tal des Mimbres River) und die Pine Lawn- oder Cibola-Mogollon (im Tal des San Francisco River) in New Mexico, die Point of Pines- (Black River), San Simon- (San Simon River) und Forestdale-Mogollon (Forestdale Creek) in Arizona.
Die Jornada-Mogollon sind nach der Jornada del Muerto (Route des Todes) benannt, entlang der die bedeutendsten Siedlungen dieser Untergruppe ausgegraben wurden. Sie siedelten im Süden und Osten des Gesamtgebiets in einem Bogen von El Paso über Texas und in New Mexico beinahe bis Albuquerque. Als Bewohner des Tieflands lebten sie wesentlich länger und im größeren Maße als Jäger und Sammler und entwickelten abweichende landwirtschaftliche Methoden, Keramikstile und Bauformen für Hütten und unterirdische Vorratslager. Sie gelten daher als relativ entfernt verwandte Kultur. Eine Analyse von Keramikstilen und Felsbildern ergab, dass sie in einer engen kulturellen Verbindung mit den etwa 250 bis 300 km südlich lebenden Paquimé (auch Casas Grandes) standen. Materielle Güter wurden aber nicht in größerem Umfang ausgetauscht, beide Kulturen bezogen Obsidian aus völlig getrennten Fundstätten, obwohl dies durch die reine Entfernung zwischen Quelle und Fundort nicht begründet werden kann.